# Guionista gráfico

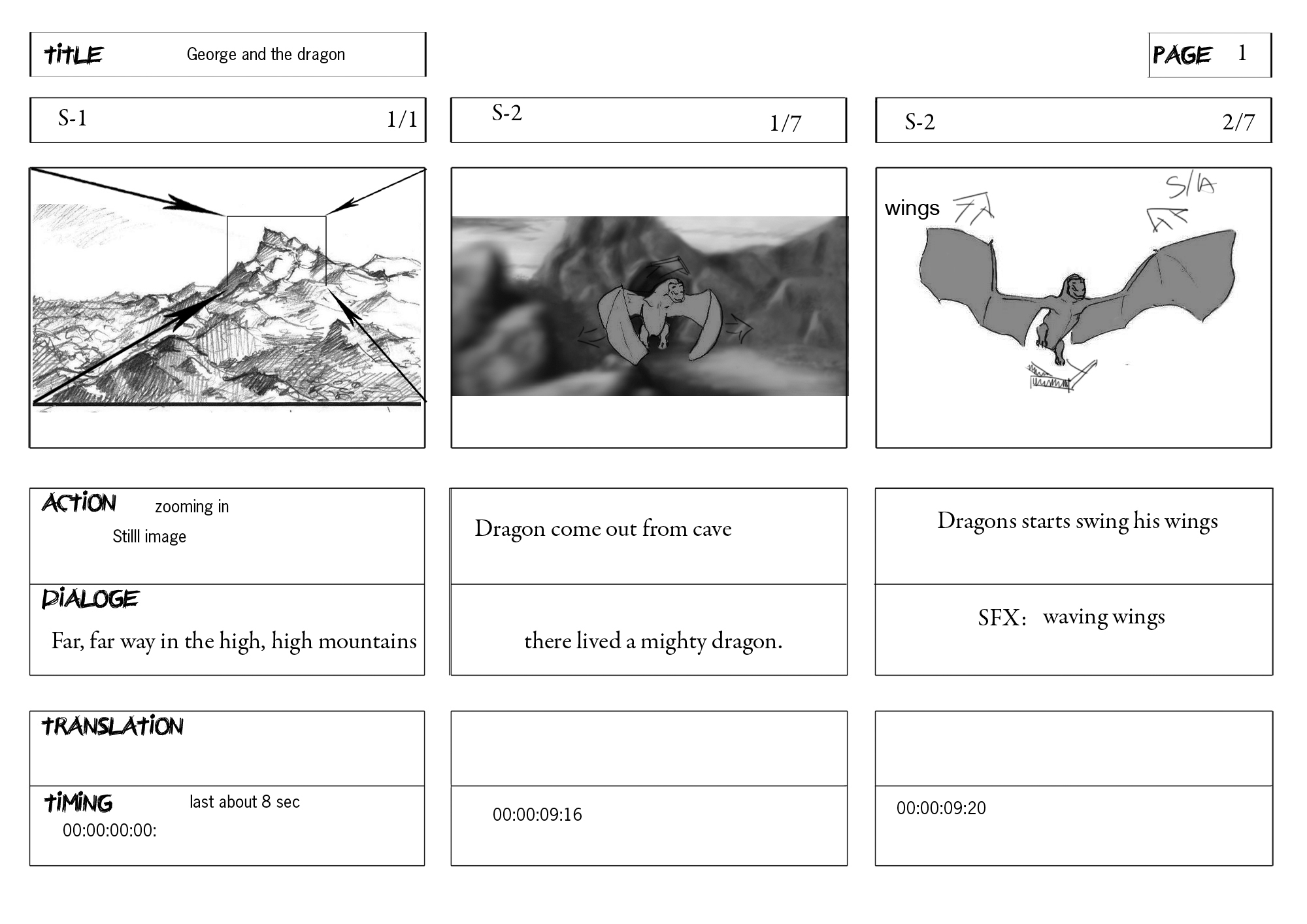
Storyboard

Un guionista gráfico o artista de storyboard (a veces llamado artista de historia o visualizador) es el encargado de crear los guiones gráficos para agencias de publicidad y producciones de cine y televisión.

## Trabajo
Un guionista gráfico visualiza historias y esboza los marcos de la historia. Rápidos dibujos a lápiz (bocetos) y representaciones de marcador son dos de las técnicas tradicionales más comunes, aunque hoy en día Adobe Flash, Adobe Photoshop y otras aplicaciones de storyboard se utilizan a menudo. La cámara digital es una de las últimas técnicas en la creación de guiones gráficos.
Son artistas en su mayoría independientes, normalmente contratados por los directores artísticos y directores de cine. Por lo general los artistas de storyboard pertenecerán a una o más agencias de guion gráfico muy similar a una agencia de ilustración.[cita requerida]
Muchos artistas de storyboard hoy en día comienzan y terminan su trabajo en ordenadores que utilizan software y lápices digitales o una tableta gráfica. Pueden utilizar las fotos para crear efectos visuales en fotografías de archivo o fotos tomadas específicamente para el proyecto se unen digitalmente para producir una representación fotográfica denominada photovisual.
Para imágenes en movimiento, algunos realizadores, directores y productores optan por utilizar programas de ordenador clip art diseñados para crear guiones gráficos, o utilizar un software de creación de guiones gráficos en 3D, o un programa más polivalente 3D que también se puede utilizar para crear elementos de los guiones gráficos.

## Industria

### Publicidad
En la publicidad, el guionista gráfico puede ser llamado a crear una representación del anuncio de televisión acabado, se verá como con el fin de persuadir y comprometer al cliente para comprar el concepto que será anunciado. Esto puede ser o bien en el momento en que la agencia está tratando de ganar el negocio del cliente o una vez que el cliente ha firmado con la agencia. En cualquier caso, el elemento importante es que los guiones gráficos ha visualizar para el cliente es lo que el director creativo de la agencia u otros "creativos" están pensando que va a vender el producto del cliente. Un guionista gráfico también se le puede pedir representar visualmente varias versiones de una campaña de anuncios impresos.

### Animación
En la animación, los proyectos a menudo se asentaron sobre la base de guiones gráficos por sí solos (es decir, un guion no se puede escribir hasta más tarde), y los artistas de storyboard continúan trabajando en toda la producción para desarrollar secuencias particulares. Después de una secuencia el director o guionista gráfico junto al equipo puede necesitar volver a trabajar la secuencia como se hace evidente en los cambios que deben hacerse para medir el tiempo y la historia.